# Diego Cristóbal Mesía y Valenzuela
Diego Cristóbal Mesía y Valenzuela, II conde de Sierrabella fue un noble hispanoamericano, caballero de la Orden de Santiago.

## Biografía

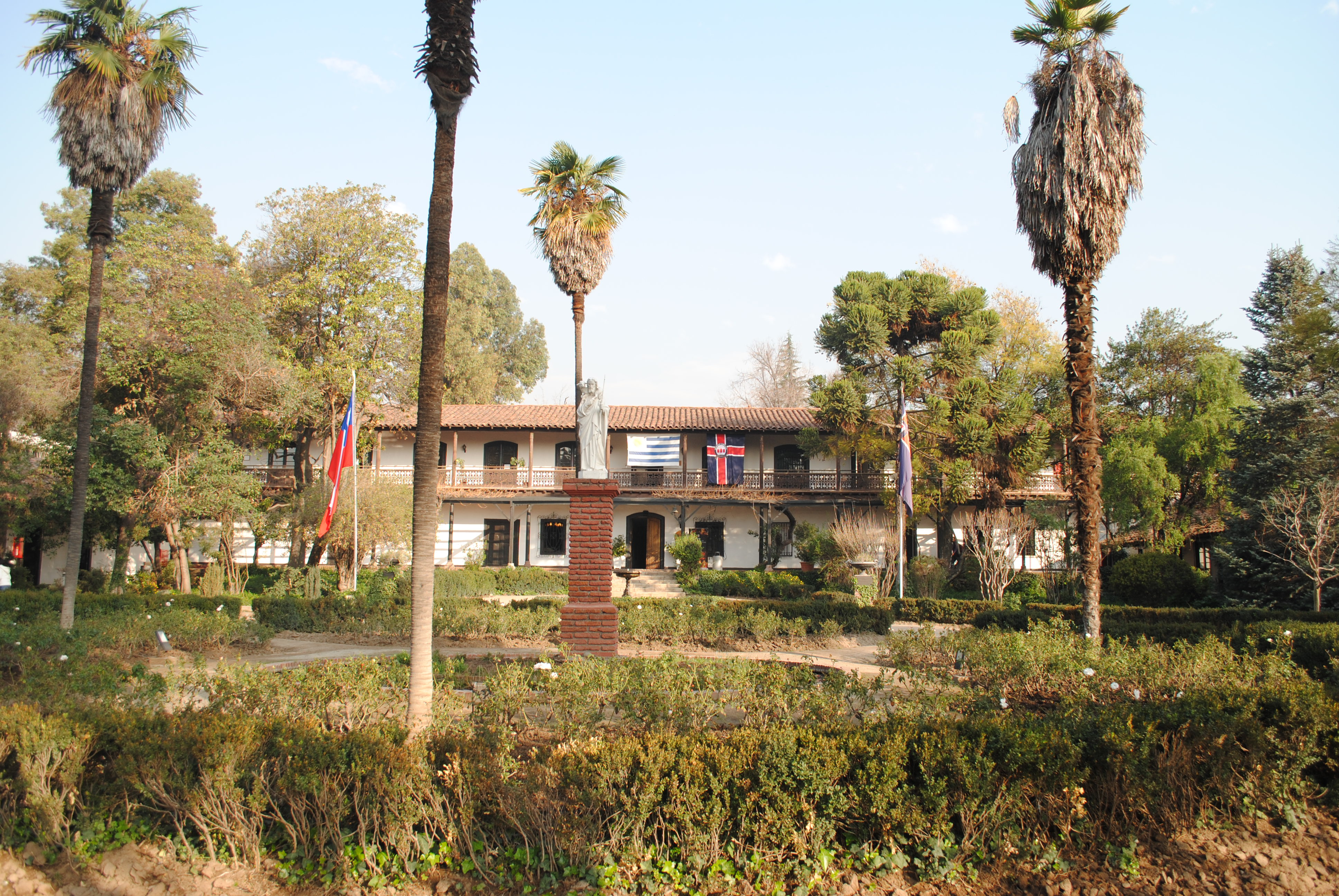
Actual Casona de Las Condes, antigua casona de la hacienda San José de la Sierra.

Nació en la ciudad de Quito, donde su padre ejerció como oidor de la Real Audiencia desde 1658. Su madre fue la hija del marqués del Prado, Jerónima de Roselde y Valenzuela.
Fue paje del rey español Carlos II, además de teniente general de la caballería del Perú. Gracias a las gestiones de Mesía y la dote que recibió en su matrimonio con la heredera chilena Isabel de Torres en 1686, obtuvo para su padre el título de conde de Sierrabella, del cual fue segundo titular.
Isabel de Torres falleció poco después de dar a luz a su primogénito, y Cristóbal Mesía, que estaba ausente en el Perú, volvió a Chile para llevarse a su nieto. En malas relaciones con su suegro, no volvió a Chile. Solo después de contraer matrimonio, su hijo volvería a vivir con su abuelo en Santiago. Cristóbal Mesía, segundo conde de Sierrabella, fallecería en 1721.

## Matrimonio y descendencia
El que sería segundo conde de Sierrabella contrajo matrimonio en la ciudad de Santiago de Chile con María Isabel de Torres y Olivares, natural de ese país, hija del comerciante y funcionario Pedro de Torres de Miranda, Tesorero de la Santa Cruzada y de reconocido caudal económico. Don Pedro era dueño de la hacienda San José de la Sierra Bella (actualmente Casona de Las Condes). La boda tuvo gran pompa y una extraordinaria dote. De este matrimonio nació:
- Diego Pedro Mesía y de Torres, III Conde de Sierrabella. Bautizado en Sandia el 1 de julio de 1688.[4] Sería alcalde de Santiago de Chile y heredaría el cargo de Tesorero de la Santa Cruzada de su abuelo materno. Casó con su pariente María Munive y Garavito, con descendencia.